# Paolo Emiliani Giudici
Pour les articles homonymes, voir Giudici.
Paolo Emiliani Giudici est un écrivain italien né à Mussomeli le 13 juin 1812, mort à Tonbridge le 8 septembre 1872.
Paolo Emiliani Giudici vit à Palerme jusqu'en 1843, où il écrit une Histoire des Belles lettres en Italie, qu'il publie l'année suivante à Florence, où il s'installe après avoir quitté les ordres et ou il enseigne l'esthétique à l'Institut des Beaux-arts. L'ouvrage recueille de nombreuses critiques positives car allant plus loin que les histoires littéraires italiennes de Francesco Saverio Quadrio, Girolamo Tiraboschi et Saverio Bettinelli.
S'inscrivant dans l'école classique parlermitaine, il s'oppose à Manzoni et au romantisme auquel pourtant il semble perméable.
Il est élu en mai 1867 député pour le collège de Serradifalco. Lors des élections législatives de novembre 1870, il affronte sans succès dans ce collège le prince Manfredi Lanza di Trabia, et dans le collège Parlermo I  le patriote Francesco Ferrara.